# Campylomormyrus christyi
Campylomormyrus christyi es una especie de pez elefante eléctrico en la familia Mormyridae presente en varios afluentes de la cuenca del Congo. Es nativo de la República Democrática del Congo y puede alcanzar un tamaño aproximado de 375 mm.
Respecto al estado de conservación, se puede indicar que de acuerdo a la IUCN, esta especie puede catalogarse en la categoría «preocupación menor (LC)».